# Betty Bryson
Betty Bryson (nacida Elizabeth Meiklejohn; 5 de octubre de 1911 – 18 de febrero de 1984) fue una actriz de cine y bailarina estadounidense activa durante la década de 1930 y principios de los años 40.
Apareció principalmente en películas musicales y de comedia y fue seleccionada como una de las WAMPAS Baby Stars en 1934. Aunque muchos de sus papeles no fueron acreditados, Bryson participó en varias producciones de grandes estudios durante la Edad de Oro de Hollywood. Era sobrina del actor Warner Baxter.

## Primeros años
Bryson nació en Los Ángeles, California, el 5 de octubre de 1911. Criada por su abuela en la casa donde nació, asistió a la Fairfax High School y más tarde estudió y terminó la escuela en la Pasadena Community Playhouse. También se formó en la escuela de arte dramático de la Fox Film Corporation.
La prensa destacó con frecuencia el parecido de Bryson con la actriz Janet Gaynor, comparación que ella describió como halagadora y limitante desde el punto de vista profesional.

## Carrera

### WAMPAS Baby Star

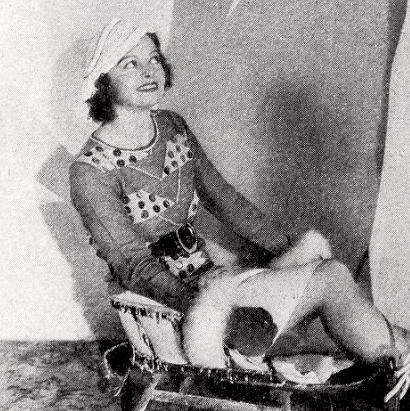
Bryson en 1934

En 1934, Bryson fue nombrada una de las WAMPAS Baby Stars del año, una campaña promocional que reconocía a jóvenes actrices con potencial para el estrellato. Apareció en la película Young and Beautiful (1934), en la que aparecían las homenajeadas de ese año por las WAMPAS, y participó en giras publicitarias y compromisos de estudio relacionados con el programa.

### Trabajo en el cine

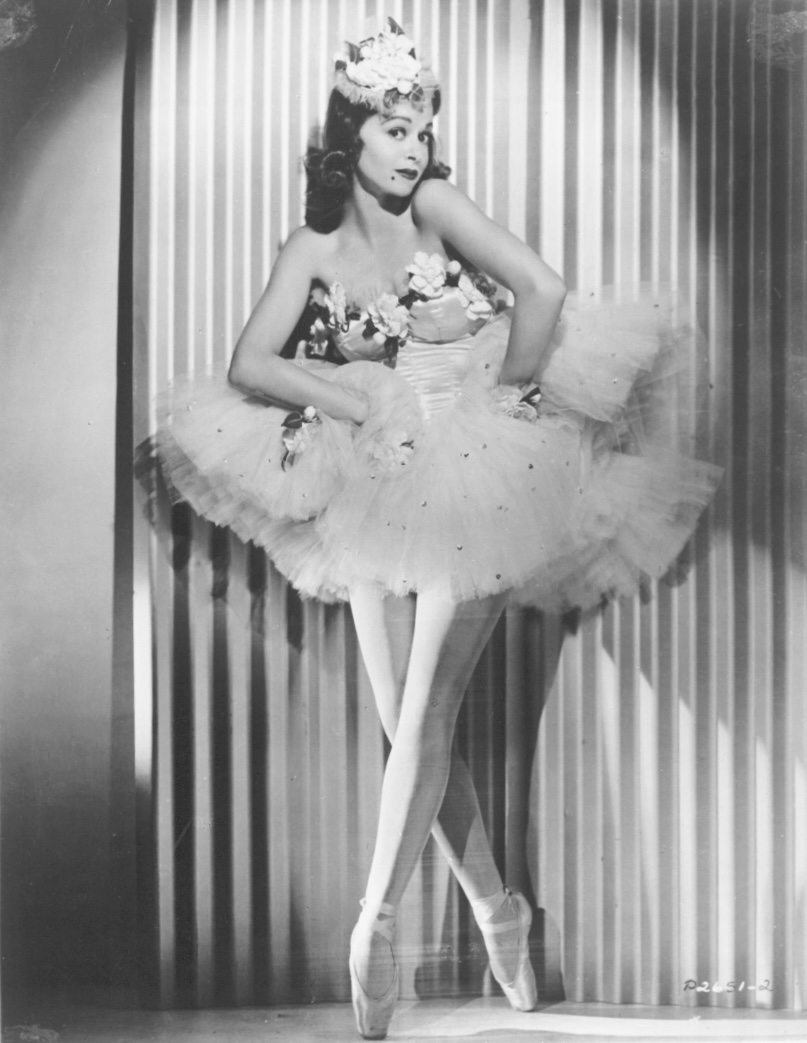
Bryson en 1939

La carrera cinematográfica de Bryson incluyó principalmente papeles menores y no acreditados, la mayoría de las veces como bailarina o actriz secundaria en musicales y comedias producidas por los grandes estudios. Sus primeras apariciones fueron en 1933 en películas como Doctor Bull y It's Great to Be Alive. También tuvo papeles en Kiss and Make-Up (1934), 365 Nights in Hollywood (1934), The Great Hotel Murder (1935) y Fiesta (1941), una de sus pocas actuaciones acreditadas.
Apareció en el cortometraje promocional Hollywood on Parade No. B-13 (1934) como ella misma, y sus créditos posteriores incluyen papeles no acreditados en Shine on Harvest Moon (1944) y Hollywood Canteen (1944).
Además de actuar, Bryson escribió una columna de belleza en 1934 titulada My Beauty Hint, en la que ofrecía consejos de aseo personal y que apareció en periódicos como el Green Bay Press-Gazette.

## Vida personal
El 21 de junio de 1936, Bryson se casó en Yuma, Arizona, con el coreógrafo y director de cine LeRoy Prinz. Prinz, conocido por sus coreografías en grandes musicales de estudio, había servido anteriormente en la Legión Extranjera Francesa y había tenido una variopinta carrera.
La pareja estuvo casada hasta la muerte de Prinz en 1983 y tuvo un hijo, LeRoy Prinz Jr.

## Últimos años y muerte
Tras sus últimas apariciones en la pantalla a mediados de la década de 1940, Bryson se retiró de la industria cinematográfica y se dedicó a la vida privada. Murió el 18 de febrero de 1984 en Los Ángeles, a los 72 años.

## Filmografía seleccionada
| Año  | Título                   | Papel                       | Notas            |
| ---- | ------------------------ | --------------------------- | ---------------- |
| 1933 | Doctor Bull              | Actriz                      | sin acreditar    |
| 1933 | It's Great to Be Alive   | Bailarina – chica holandesa | sin acreditar    |
| 1933 | I Loved You Wednesday    | Bailarina                   | sin acreditar    |
| 1934 | Kiss and Make-Up         | Cliente del salón           | sin acreditar    |
| 1934 | Young and Beautiful      | Ella misma                  | WAMPAS Baby Star |
| 1934 | Hollywood on Parade      | Ella misma                  | cortometraje     |
| 1934 | 365 Nights in Hollywood  | Showgirl                    | sin acreditar    |
| 1935 | The Great Hotel Murder   | Irene Harvey                | sin acreditar    |
| 1939 | The Great Victor Herbert | Bailarina                   | sin acreditar    |
| 1941 | Fiesta                   | esposa de Pancho            |                  |
| 1944 | Shine On, Harvest Moon   | Soubrette                   | sin acreditar    |
| 1944 | Hollywood Canteen        | Bailarina                   | sin acreditar    |